# Alfred Edward Housman
Alfred Edward Housman (/ˈhaʊsmən/; 26. března 1859, Bromsgrove, Worcestershire – 30. dubna 1936, Cambridge), obvykle uváděný jako A. E. Housman, byl anglický klasický filolog a básník. Jeho básnická sbírka A Shropshire Lad vychází ze zkušeností mládí na odlehlém anglickém venkově. Její prostota a osobitá imaginace vedly mnoho anglických skladatelů počátku 20. století ke zhudebňování těchto básní. Ty jsou dodnes úzce spjaty s dobou svého vydání a s hrabstvím Shropshire.
Housman byl jedním z nejvýznamnějších klasických filologů své doby. Pověst si vybudoval jako soukromý učenec a na základě a kvality své práce byl pak jmenován profesorem latiny na University College v Londýně a poté na Univerzitě v Cambridgi. Jeho vydání Juvenala, Manilia a Lucana jsou stále považována za autoritativní.